# Backnang
Backnang är en kommun i Rems-Murr-Kreis i regionen Stuttgart i Regierungsbezirk Stuttgart i förbundslandet Baden-Württemberg i Tyskland.  Staden ligger omkring 27 kilometer nordost om Stuttgart och har cirka 38 000 invånare.
Staden ingår i kommunalförbundet Backnang tillsammans med  kommunerna Allmersbach im Tal, Althütte, Aspach, Auenwald, Burgstetten, Kirchberg an der Murr, Oppenweiler och Weissach im Tal.